# 國立臺灣工藝研究發展中心臺北當代工藝設計分館
國立臺灣工藝研究發展中心臺北當代工藝設計分館（簡稱工藝中心臺北分館）是國立臺灣工藝研究發展中心位於臺北市中正區南海學園的所屬分館。負責辦理工藝中心策畫主題特展、推廣各式臺灣優良工藝品、開放空間給工藝相關人物組織辦展覽、辦理工藝相關活動、青年工藝家進駐、展示南海學園科學館相關文物等。

## 組織與建築沿革
- 1957年，由盧毓駿設計的國立臺灣科學館新館（今國立臺灣科學教育館）完工後由板橋遷館至臺北市南海學園內。
- 1984年1月18日，臺灣省手工業研究所（今國立臺灣工藝研究發展中心）在臺北市南海開發大樓9樓成立「臺灣省手工業研究所臺北展示中心」。[1]
- 1998年，臺北市指定科教館為「紀念性建築物」。
- 1999年7月15日，隨手工業研究所改制為國立臺灣工藝研究所而更名為「國立臺灣工藝研究所臺北展示中心」。
- 2003年，國立臺灣科學教育館遷至士林區新館後，行政院農業委員會林業試驗所接管原科教館，擬規劃為「北部生物多樣性展示中心」。
- 2006年6月26日，因《文化資產保存法》修正通過後已無「紀念性建築物」的類別，臺北市政府文化局重新將「南海學園科學館」指定為臺北市市定古蹟。[2]
- 2007年1月，南海學園科學館移撥給行政院文化建設委員會（今文化部）管理使用。10月，國立臺灣工藝研究所提報文建會建物修復再利用計畫，規劃將南海學園科學館未來作為臺北當代工藝設計分館使用。
- 2008年2月，行政院正式確認土地及建物移撥予國立臺灣工藝研究所管理；同年3月取得土地及建物所有權狀。
- 2010年1月，國立臺灣工藝研究所改制為國立臺灣工藝研究發展中心，臺北展示中心一併改制為「國立臺灣工藝研究發展中心臺北當代工藝設計分館」。
- 2015年12月23日，臺北展示中心遷入南海學園科學館。[3]

## 建築與樓層

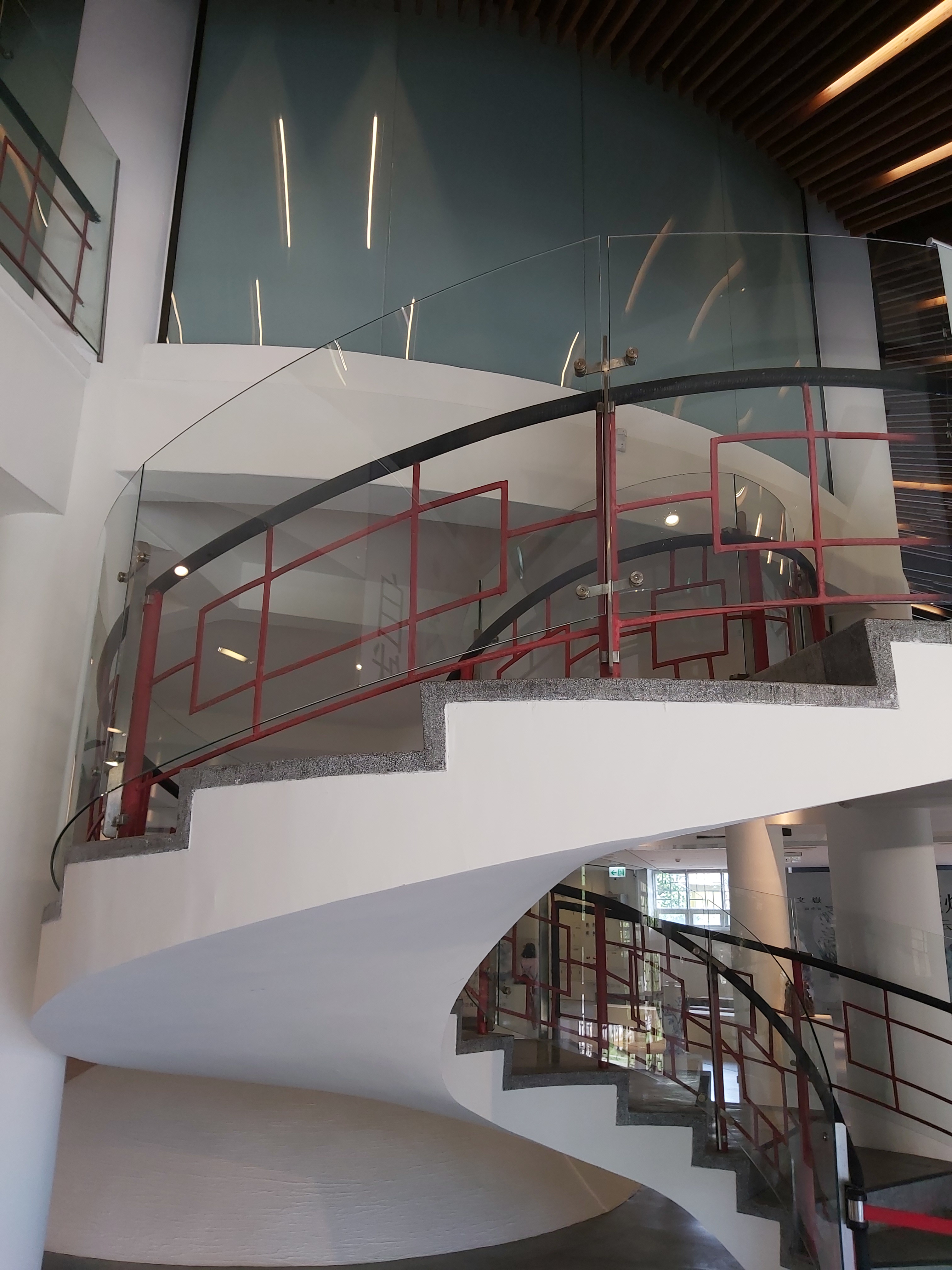
室內中央旋狀樓梯

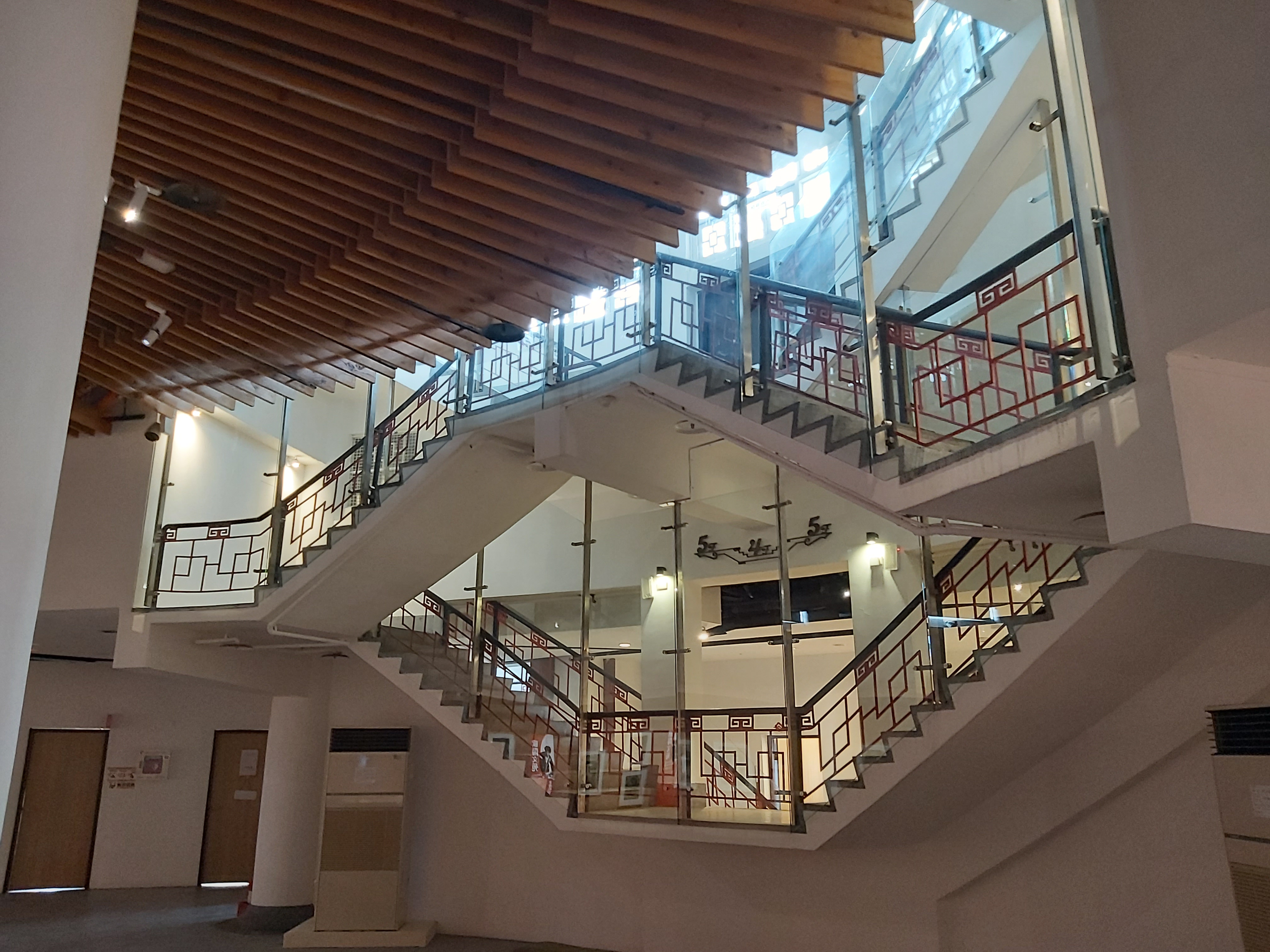
館內四至五樓間的樓梯

臺北當代工藝設計分館的南海學園科學館由盧毓駿設計，整體建築平面採用下四層正六邊形、上三層圓形的設計，建築外觀與風格採北平天壇式的中國復古風格設計。
樓層
1. 樓：服務台、會議室、辦公室、保全室、備展室（本層不對外開放參觀）
2. 樓：臺灣當代工藝展售區（臺灣禮品館旗艦店）、二樓服務台
3. 樓：創意空間、工藝新潮、工藝設計工作坊、修復展示室
4. 樓：特展區、志工服務台
5. 樓：工藝餐飲區（蕃薯藤自然食堂，古蹟規定不能使用明火，以輕食料理為主）
6. 樓：志工室（不開放）、工藝設計學堂、圖書室
7. 樓：多功能空間
8. 樓：—
9. 樓：多功能展示空間

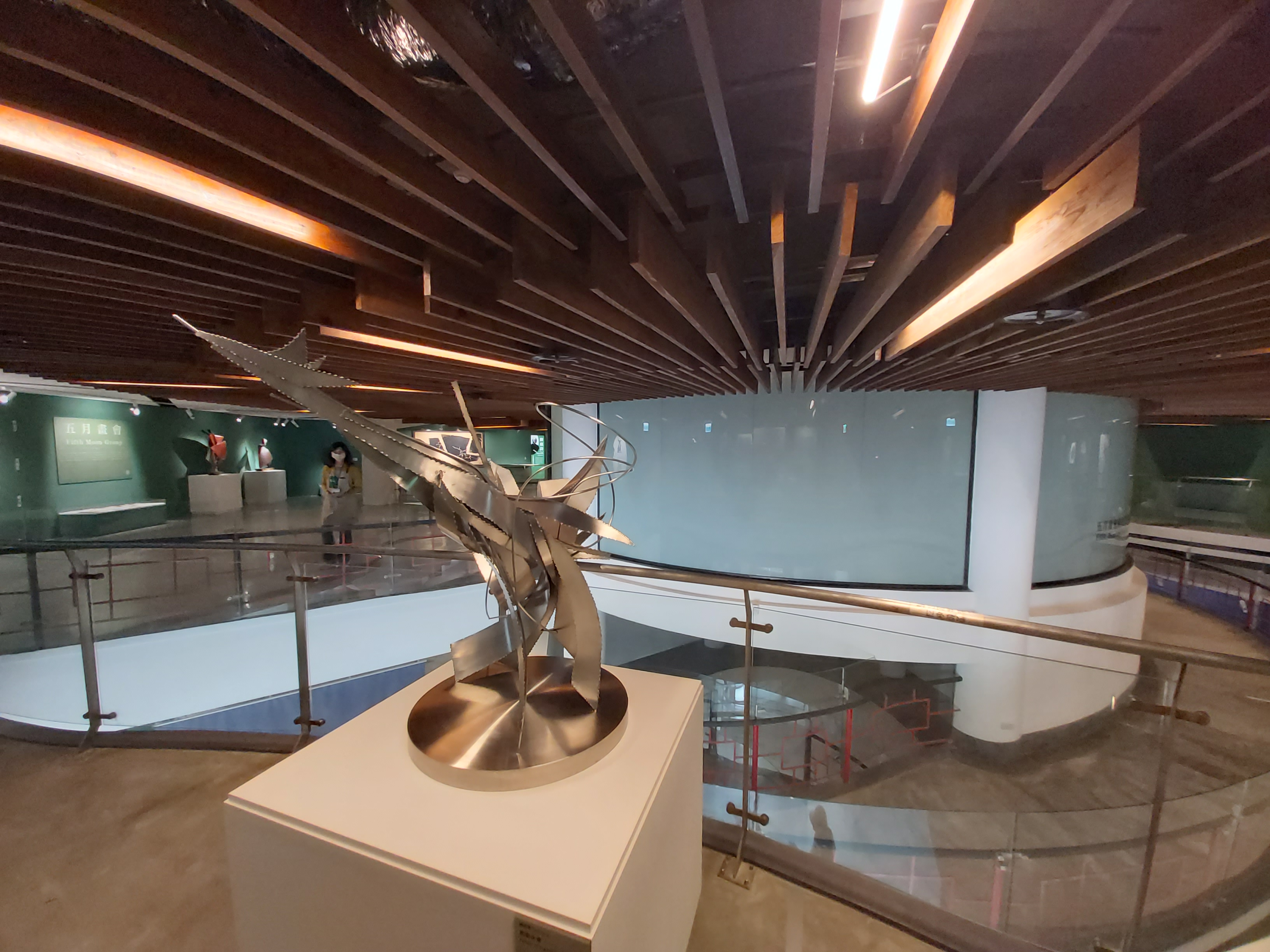
二樓展區
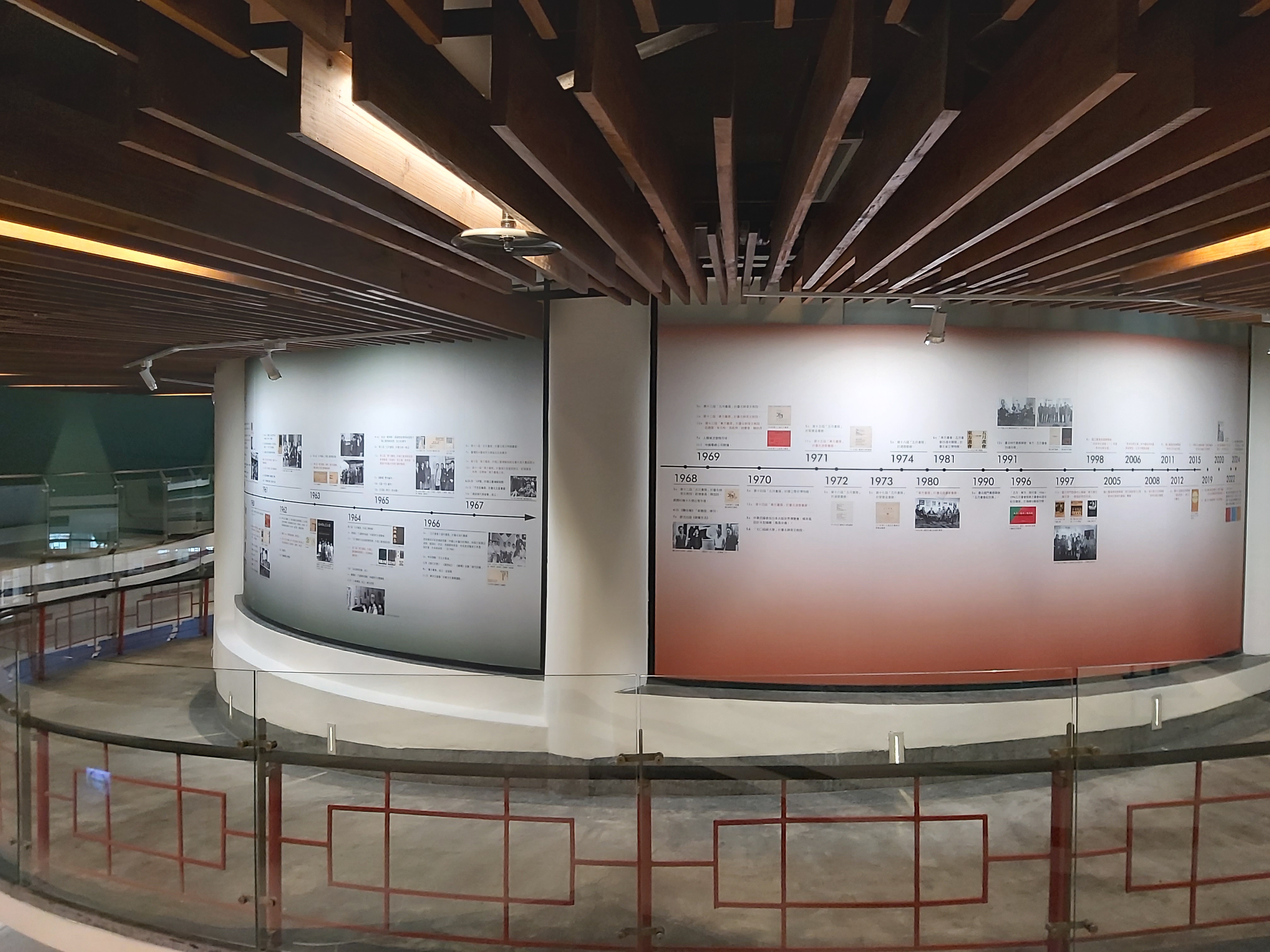
三樓展區
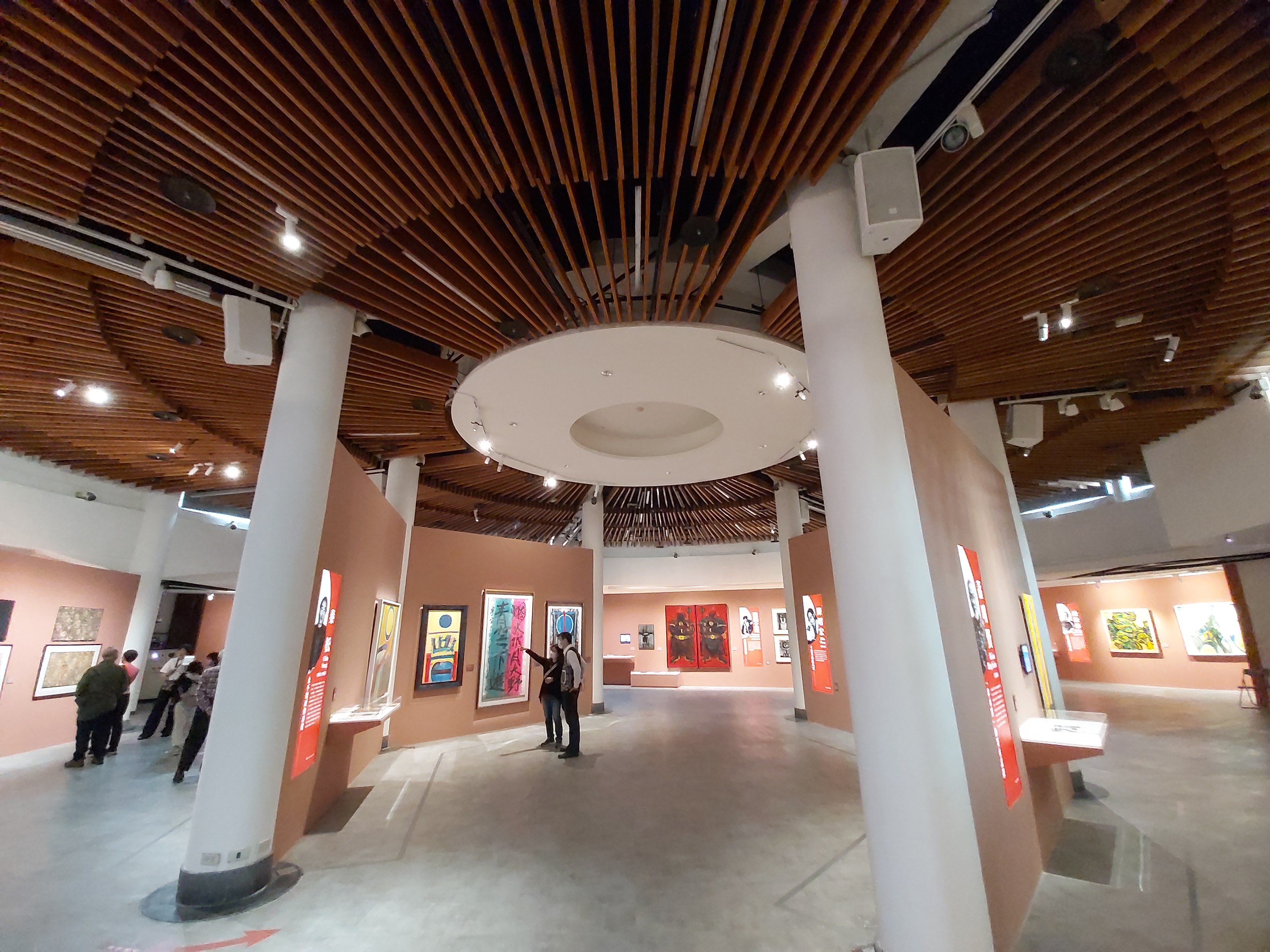
四樓展區
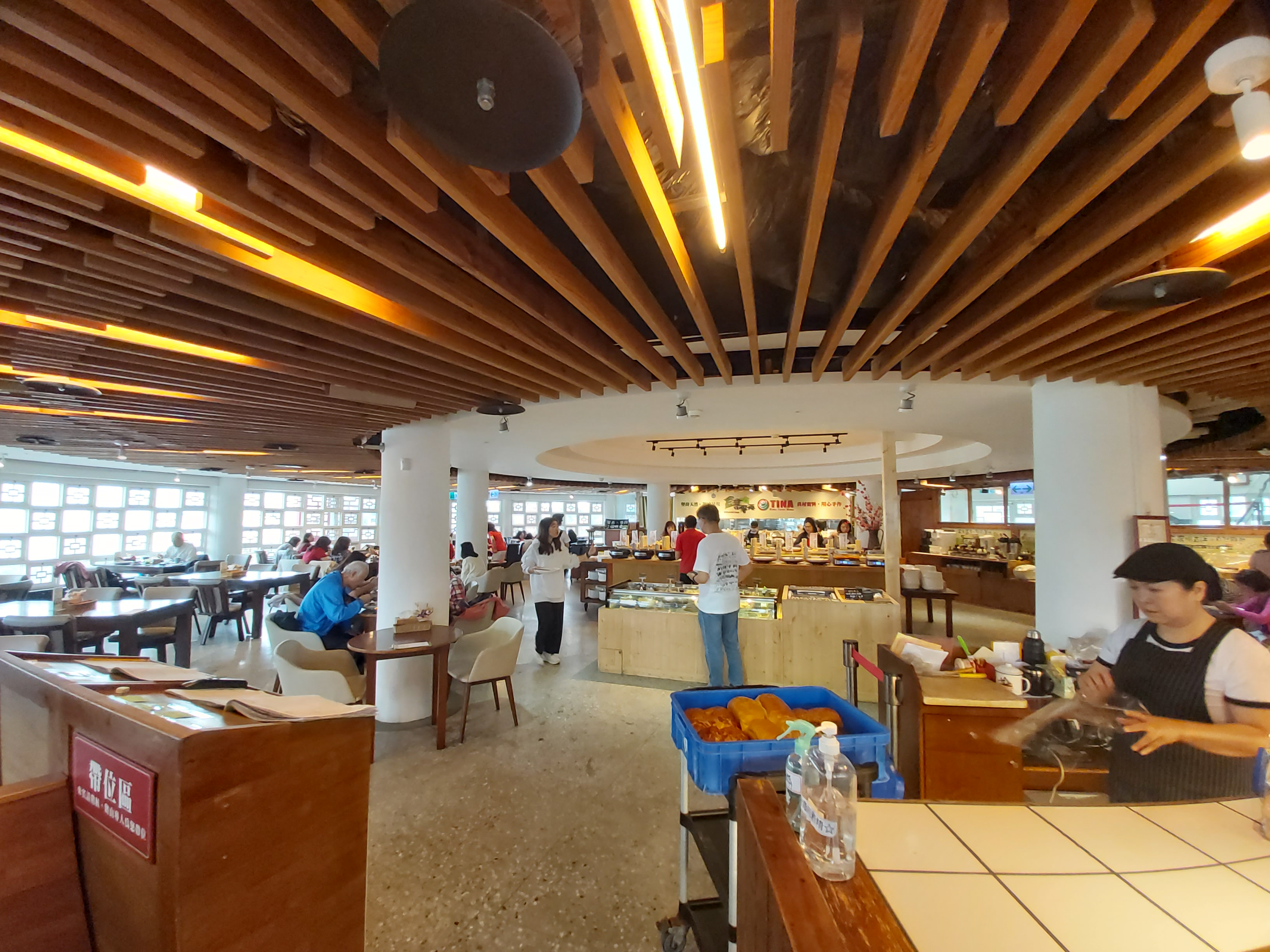
五樓工藝餐飲區

## 周邊環境
- 南海學園
  - 中華民國農業部
  - 農業部林業試驗所
  - 國立歷史博物館
  - 國立教育廣播電臺臺北總台
  - 國立臺灣藝術教育館南海書院、南海劇場
  - 二二八國家紀念館
  - 台北植物園、腊葉館
  - 臺北市立建國高級中學
  - 臺北市立國語實驗國民小學
  - 臺北市政府警察局中正第二分局

## 交通
臺北捷運
- 松山新店線－小南門站
- 萬大-中和-樹林線－植物園站（興建中）

市公車
- 建國中學(歷史博物館)：1、204、630
- 中正二分局：248、262、304承德線、304重慶線

臺北市公共自行車租賃系統
- 重慶南海路口（YouBike 1.0系統）
- 植物園（YouBike 1.0系統）

## 外部連結
- 國立臺灣工藝研究發展中心臺北當代工藝設計分館 （页面存档备份，存于）（繁體中文）（英文）